# Matthias Zurbriggen
Matthias Zurbriggen  (ur. 15 maja 1856 w Saas-Fee, (Valais), zm. 21 czerwca 1917 w Genewie) – szwajcarski alpinista, jeden z najwybitniejszych wspinaczy i przewodników górskich dziewiętnastego wieku.
Zaczynał pracę jako stajenny, później pracował jako urzędnik w młynie zbożowym. Gdy zdecydował się zostać przewodnikiem górskim zaczął systematycznie uczestniczyć w wyprawach na alpejskie szczyty, w tym na Monte Rosę i Matterhorn, w szczególności tych, które prowadził słynny już wówczas przewodnik Émile Rey.
Wspinał się w Alpach, Andach, Karakorum, Himalajach, Tienszanie oraz górach Nowej Zelandii, dokonując wielu pierwszych wejść. M. in. w 1892 r. uczestniczył w ekspedycji Williama M. Conwaya, badającej otoczenie lodowca Baltoro. Jednym z najbardziej spektakularnych było zdobycie najwyższego szczytu Ameryki Południowej i całej południowej półkuli: Aconcagui – dokonane 14 stycznia 1897 roku. W 1900 r. stanął u czoła wielkiego lodowca Inylczek jako uczestnik nieudanej wyprawy na Chan Tengri, kierowanej przez włoskiego księcia Scipione Borghese.
Z czasem wspinacze zaczęli działać w górach bez pomocy przewodników. Po 1902 r. Zurbriggen wrócił jeszcze na Monte Rosę, ale znajdował coraz mniej klientów. Po 1906 r. popadł w depresję i alkoholizm. Zmarł jako włóczęga śmiercią samobójczą przez powieszenie.
Ważniejsze wejścia:
- 1892 - pierwsze wejście na Pionneer Peak (6890 m) w masywie Baltoro Kangri w Karakorum - ówczesny rekord wysokości, wraz z Williamem M. Convayem;
- 1895 - drugie wejście na Górę Cooka w Nowej Zelandii (3724 m), 14 marca, pierwsze od strony Lodowca Tasmana granią, nazwaną później jego imieniem, samotnie;
- 1896 - przejście z col Vincent i wejście południową ścianą na Monte Rosa (4088 m), wraz z Giuseppem Guglierminą, Battistą Guglierminą i Nicolą Lanti;
- 1897 - pierwsze wejście na Aconcaguę (6958 m), 14 stycznia, jako przewodnik ekspedycji kierowanej przez Edwarda FitzGeralda, samotnie;
- 1897 - pierwsze wejście na wulkan Tupungato w Andach (6550 m), 12 kwietnia, wraz z Anglikiem Stuartem Vinesem;
- 1899 - pierwsze wejście na Koser Gunge (6400 m)